# Marcus Lemonis
Marcus Lemonis (16 de noviembre de 1973) es un empresario, inversionista, presentador de la televisión y filántropo líbano-estadounidense de origen sirio. Es el personaje principal del programa de televisión El socio que es transmitido por The History Channel en Latinoamérica.

## Biografía
Lemonis nació en Beirut, Líbano, durante el caos de la guerra civil y las invasiones extranjeras, y fue adoptado durante su infancia por Leo y Sophia Lemonis, una pareja de griegos que vive en Miami. Lemonis fue expuesto a la industria del automóvil a lo largo de su educación, su abuelo fue dueño de dos de los mayores concesionarios de Chevrolet en los Estados Unidos y Lee Iacocca que actúa como un amigo de la familia y más tarde mentor de Marcus en esta industria. Lemonis obtuvo una licenciatura en Ciencias Políticas de la Universidad Marquette en 1995 y, sin éxito, se postuló por una banca en la Cámara de los Representantes de Florida.

## Carrera de negocios
A partir de 1997, Lemonis realizó varias ventas y funciones de gestión para AutoNation. Entre junio de 2001 y febrero de 2003 se desempeñó como director general de Holiday RV Superstores Inc. Después de eso, él cofundó una compañía llamada FreedomRoads y comenzó a adquirir los concesionarios de RV. En 2006, la compañía se fusionó con Camping World con Lemonis como CEO, y luego en 2011, se fusionó con Good Sam, Lemonis de nuevo al timón atribuye el éxito Camping World y de Good Sam al sistema de las tres P: personas/personal, proceso y producto .
Como el director ejecutivo de Camping World, Lemonis se asoció con NASCAR por primera vez en 2004, cuando la compañía patrocinó al conductor John Andretti. En 2007, Lemonis y Camping World anunciaron que estaban apoderando de patrocinio de la Serie Medio NASCAR Busch de la cerveza para los 2008-09 temporadas re calificándolo Camping World Series de NASCAR. Más tarde ese mismo año también anunció el patrocinio del entonces Craftsman Truck Series, cambio de marca a la NASCAR Camping World Truck Series.
Actualmente protagoniza el programa  "The profit" o "El socio" para América Latina que es transmitido por el canal History Channel, reality show en el que se asocia con negocios que están funcionando pero se encuentran en problemas y los ayuda con su experiencia a salir adelante.